# ゾラン・ミルコヴィッチ
ゾラン・ミルコヴィッチ（セルビア語: Зоран Мирковић, ラテン文字転写: Zoran Mirković、1971年9月21日 - ）は、セルビア（旧ユーゴスラビア）、ベオグラード出身の元サッカー選手。現役時のポジションはDF。

## 経歴
1995年にユーゴスラビア代表デビュー。1998 FIFAワールドカップのメンバーにも選ばれ、2試合に出場した。2002年からはセルビア・モンテネグロ代表としてプレー。2003年までに合わせて57試合に出場した。

## 代表歴

### 出場大会
- ユーゴスラビア代表
  - 1998 FIFAワールドカップ (ベスト16)
- セルビア・モンテネグロ代表

### 試合数
- 国際Aマッチ 51試合 0得点（1995年-2002年、ユーゴスラビア）[3]
- 国際Aマッチ 6試合 0得点（2002年-2003年、セルビア・モンテネグロ）[3]

| ユーゴスラビア代表 | 国際Aマッチ | 国際Aマッチ |
| 年                 | 出場        | 得点        |
| ------------------ | ----------- | ----------- |
| 1995               | 5           | 0           |
| 1996               | 5           | 0           |
| 1997               | 12          | 0           |
| 1998               | 8           | 0           |
| 1999               | 6           | 0           |
| 2000               | 3           | 0           |
| 2001               | 5           | 0           |
| 2002               | 7           | 0           |
| 通算               | 51          | 0           |

| セルビア・モンテネグロ代表 | 国際Aマッチ | 国際Aマッチ |
| 年                         | 出場        | 得点        |
| -------------------------- | ----------- | ----------- |
| 2002                       | 1           | 0           |
| 2003                       | 5           | 0           |
| 通算                       | 6           | 0           |

## タイトル
パルチザン・ベオグラード
- ユーゴスラビア・プルヴァ・リーガ：1993-94, 1995-96, 2004-05
- ユーゴスラビアカップ：1993-94

ユヴェントス
- UEFAインタートトカップ：1999

フェネルバフチェ
- スュペル・リグ : 2000-01